# Yusof bin Ishak

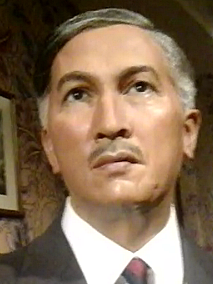
Yusof bin Ishak

Encik Yusof bin Ishak (* 12. August 1910 im Bundesstaat Perak, Malaysia; † 23. November 1970 in Singapur) war von 1965 bis 1970 der erste Staatspräsident des seit 1965 unabhängigen Stadtstaates Singapur. Vor der Unabhängigkeit war er Yang di-Pertuan Negara (Staatsoberhaupt) von Singapur.
Vor der politischen Karriere war er als Journalist tätig und gründete die Zeitung Utusan Melayu.
Sein Porträt ist auf der Vorderseite der derzeitigen Serie der Singapur-Dollar Banknoten abgebildet.